# Alan Walker (musicólogo)
Alan Walker (Scunthorpe, 6 de abril de 1930) es un musicólogo y profesor universitario anglo-canadiense, más conocido como biógrafo y estudioso del compositor Franz Liszt.

## Biografía
Walker nació en Scunthorpe, Lincolnshire. Obtuvo un certificado como licenciado en la  Guildhall School of Music de Londres en 1949, se diplomó en el Royal College of Music en 1950, obtuvo una licenciatura en Música por la Universidad de Durham en 1956, y un doctorado en Música en 1965, Entre 1957 y 1960 estudió en privado con Hans Keller, una asociación que siempre ha reconocido como formativa. Estas clases se reanudaron, aunque de forma irregular, una vez que Walker se unió a Keller en la BBC en 1961.
Entre 1958 y 1961, Walker impartió clases en la Guildhall School of Music, donde había estudiado piano con Alfred Nieman, conocido por enseñar técnicas de improvisación. También enseñó en la Universidad de Londres entre 1954 y 1960. Walker trabajó en la BBC Radio Music Division como productor entre 1961 y 1971. Para volver a su «primer amor», la enseñanza, dejó la producción radiofónica y aceptó un nombramiento como profesor de música en la Universidad McMaster de Hamilton, Ontario, donde presidió el Departamento de Música de 1971 a 1980, y de 1989 a 1995. En 1981, fue responsable de la creación en McMaster del primer programa de posgrado en Crítica musical de Canadá. Desde 1995, es profesor emérito de McMaster. De 1984 a 1987, fue profesor visitante distinguido de música en la City University de Londres.
Su biografía de Franz Liszt en tres volúmenes, que le llevó 25 años completar, ha sido muy influyente. Entre los adjetivos más comunes que se le atribuyen a la obra se encuentran «monumental» y «magistral», y se dice que «ha desenterrado mucho material nuevo y ha proporcionado un fuerte estímulo para nuevas investigaciones». El propio Walker señala que cuando descubrió, como productor de la BBC que recopilaba notas para los locutores de programas, que «no había un libro decente en inglés sobre Liszt», decidió finalmente escribir uno él mismo, pero estaba decidido a «no hacer una declaración importante que no pudiera respaldarse en documentos... y como el propio Liszt era un viajero, los archivos estaban por todas partes».
El primer volumen de la obra ganó el premio James Tait Black Memorial Prize en biografía en 1983 y se consideró el mejor libro sobre música por la editorial Yorkshire Post Newspapers en 1984. La serie de tres libros recibió el Royal Philharmonic Society Book Award en 1998.
La revista Time elogió la biografía como «un retrato texturizado de Liszt y de su época sin rival», diciendo que el trabajo de Walker era «igualmente sólido en la música y en la vida», y analizaba el corpus de Liszt «con mayor comprensión y claridad que cualquier biógrafo anterior». The New York Times, al reseñar el segundo volumen, hablo de la pasión del autor por su tema: «El Sr. Walker sólo puede ver lo bueno, y no soportará ninguna crítica de su héroe», pero aun así calificó la extensa investigación de Walker como «increíble.... El Sr. Walker parece saberlo todo sobre Liszt, y sobre cualquier cosa relacionada con Liszt, durante todos y cada uno de los días de la larga vida de ese genio». El crítico musical del The Washington Post, Tim Page, incluyó el tercer volumen en su lista de mejores libros del año y lo calificó de «incuestionable hito ...meticulosamente detallado, apasionadamente argumentado y a veces desgarradoramente conmovedor».
La técnica de la biografía, y su diferencia con otros géneros literarios, siempre ha interesado a Walker y ha escrito sobre ella. Cuando se le preguntó por la génesis de su biografía de Liszt, escribió: «Siempre me había atraído enormemente la magnética personalidad de Liszt, y en mi infancia me atraía la leyenda de su forma de tocar el piano como pocos otros temas. Dicen que en toda biografía hay una autobiografía que intenta salir. La idea sería divertida si no fuera tan aleccionadora. He llegado a creer que las mejores biografías eligen a sus biógrafos, y no al revés. Los biógrafos afortunados escriben su obra no porque tengan elección, sino porque no tienen elección alguna».
Walker también ha escrito abundantemente sobre Robert Schumann y Frédéric Chopin, y sigue dando conferencias en Canadá, Estados Unidos y Reino Unido sobre los tres músicos. En octubre de 2018 llevó a término una biografía a gran escala de Chopin, un libro en el que trabajó durante diez años. Ha sido descrito como «una obra maestra biográfica», y fue nombrado Libro de Música Clásica del Año por The Sunday Times. James Penrose en The New Criterion escribió: "«Con Liszt, y ahora con Fréderic Chopin tan bien atendidos, uno no puede sino esperar que Walker intente el hat trick».
Alan Walker vive en Ancaster, Ontario. Es director de The Great Romantics, un festival anual en Hamilton, Ontario.

## Premios y reconocimientos
- Miembro honorario de la Guildhall School of Music, 1974.[1]
- Medalla de la Sociedad Húngara de Liszt, 1980[3]
- Medalla de la American Liszt Society, 1984[3]
- Miembro de la Royal Society of Canada, 1986[1]
- Medalla Pro Cultura Húngara (Gobierno de Hungría), 1995[3]
- Doctor honoris causa de la Universidad McMaster, 2002[3]
- Cruz de Caballero de la Orden del Mérito de la República de Hungría, 2012[19]

## Obras publicadas
- A Study in Musical Analysis, 1962.
- An Anatomy of Musical Criticism, 1966.
- Symposium on Chopin (Editor), 1967.
- Symposium on Liszt (Editor), 1970.
- Franz Liszt: The Man and His Music. New York: Taplinger Publishing, 1970. ISBN 0-8008-2990-5.
- Robert Schumann: The Man and His Music, 1972. ISBN 0-214-66805-3.
- Symposium on Schumann (Editor), 1972.
- Liszt: v. 1. The virtuoso years, 1811-1847. Editorial en tapa dura Knopf, 1983, Editorial de tapa blanda Ithaca: Cornell University Press y revisado, 1987. ISBN 0-394-52540-X para los tres volúmenes en tapa dura. ISBN 0-8014-9421-4 para el v. 1 revisado.
- Liszt: v. 2. The Weimar years, 1848-1861. Knopf and Cornell University Press, 1989. Revisado ISBN 0-8014-9721-3.
- Liszt, Carolyne, and the Vatican: The Story of a Thwarted Marriage (coautorí con Gabriele Erasmi). 1991.
- The Diary of Carl Lachmund: An American Pupil of Liszt (Editor), 1995.
- Liszt: v. 3. The final years, 1861-1886. Knopf and Cornell University Press, 1996 y 1997. La edición de Cornell tiene ISBN 0-8014-8453-7.
- The Death of Franz Liszt: Based on the Unpublished Diary of his Pupil Lina Schmalhausen (Editor). Cornell University Press, 2002. ISBN 0-8014-4076-9.
- Reflections on Liszt, 2005.
- Hans von Bülow: a Life and Times, OUP, 2009.
- Fryderyk Chopin: A Life and Times, 2018